# Орлово (Іновроцлавський повіт)
Орлово (пол. Orłowo, нім. Deutschorden) — село в Польщі, у гміні Іновроцлав Іновроцлавського повіту Куявсько-Поморського воєводства.
Населення — 607 осіб (2011).
У 1975-1998 роках село належало до Бидгощського воєводства.

## Демографія
Демографічна структура станом на 31 березня 2011 року:
|          | Загалом | Допрацездатний вік | Працездатний вік | Постпрацездатний вік |
| -------- | ------- | ------------------ | ---------------- | -------------------- |
| Чоловіки | 288     | 64                 | 197              | 27                   |
| Жінки    | 319     | 57                 | 182              | 80                   |
| Разом    | 607     | 121                | 379              | 107                  |